# Esports World Cup
Der Esports World Cup (deutsch etwa: E-Sport-Weltmeisterschaft) ist eine Reihe von E-Sport-Turnieren in der saudi-arabischen Hauptstadt Riad.

## Geschichte
Die Veranstaltung fand erstmals 2022 unter dem Namen Gamers8 statt und wird jährlich im Juli und August ausgetragen. Seit 2024 trägt das Event den Namen Esports World Cup.
Die meisten Turniere bieten ein Preisgeld im siebenstelligen Dollar-Bereich und gehören damit in den jeweiligen Disziplinen zu den Saisonhöhepunkten. Das mit 15 Millionen US-Dollar dotierte Turnier in Dota 2 war 2023 das höchstdotierte E-Sport-Turnier des Jahres. Zum Teil wurden auch bereits bestehende Turnierserien wie z. B. der FIFAe World Cup oder die PUBG Global Series in das Gamers8-Programm integriert. Im Begleitprogramm der Veranstaltung traten dazu renommierte Showacts wie Imagine Dragons und Macklemore auf.

## Kritik
Die Veranstaltung wird als Teil großangelegter Bemühungen seitens der saudi-arabischen Regierung angesehen, um durch milliardenschwere Investitionen Einfluss und Reputation zu gewinnen (siehe auch: Sportswashing). Neben der Erschaffung der Gamers8-Turnierserie übernahm ein saudi-arabischer Staatsfonds Anfang 2022 auch die bedeutenden Turnier-Organisatoren Electronic Sports League (ESL), FACEIT und DreamHack und hat damit in nur kurzer Zeit eine dominante Stellung im Bereich der Organisation von Profi-E-Sport-Turnieren erworben.
Das Rocket-League-Team Moist Gaming boykottierte das Turnier 2022 aufgrund der Menschenrechtssituation im Land, blieb damit jedoch die Ausnahme. Team Liquid kündigte im Vorfeld des Turniers 2023 an, 50.000 US-Dollar an eine LGBTQ+-Organisation als „Wiedergutmachung“ zu spenden.
Bemängelt wurden außerdem wiederholt auftretende Technikprobleme, die den Verlauf der Wettbewerbe mitunter unterbrachen; darüber hinaus gab es zum Teil auch Kritik an den Entscheidungen der Turnier-Administratoren.
2025 wurde ein zunächst angekündigtes EWC-Turnier im Spiel GeoGuessr nach Fan-Protesten vom Spieleentwickler abgesagt.

## Ergebnisse

### Gamers8 2022
| Datum (Finale) | Disziplin                                            | Modus                | Preisgeld   | Platz 1                                              | Platz 2                                             | Platz 3                                              | Platz 4                                             |
| -------------- | ---------------------------------------------------- | -------------------- | ----------- | ---------------------------------------------------- | --------------------------------------------------- | ---------------------------------------------------- | --------------------------------------------------- |
| 17. Jul.       | Rocket League                                        | 3er-Teams            | 2.000.000 $ | FURIA Esports                                        | Guild Esports                                       | FaZe Clan / Falcons Esports                          | FaZe Clan / Falcons Esports                         |
| 24. Jul.       | Dota 2 (Riyadh Masters 2022)                         | 5er-Teams            | 4.000.000 $ | PSG.LGD                                              | Team Spirit                                         | Team Secret / OG                                     | Team Secret / OG                                    |
| 29. Jul.       | Fortnite                                             | Duos (Zero Build)    | 1.000.000 $ | Anas „Anas“ El-Abd Zachariah „Pinq“ Siddall          | Jacob „Hellfire“ Hansen Sebastian „Trippernn“ Kjaer | Shane „EpikWhale“ Cotton Danila „Malibuca“ Yakovenko | „KovaaksXD“ Oscar „Refsgaard“ Refsgaard             |
| 31. Jul.       | Fortnite                                             | Duos (Battle Royale) | 1.000.000 $ | Shane „EpikWhale“ Cotton Danila „Malibuca“ Yakovenko | Moussa „Chapix“ Faour Andrei „zAndy“ Ursu           | Michał „Kami“ Kamiński Iwa „Setty“ Zając             | Alexandre „Andilex“ Christophe Konrad „Skram“ Skram |
| 7. Aug.        | Rainbow Six Siege                                    | 5er-Teams            | 2.000.000 $ | Team BDS                                             | Team Falcons                                        | Team Liquid / Wylde                                  | Team Liquid / Wylde                                 |
| 13. Aug.       | PUBG Mobile (World Invitational 2022)                | 4er-Teams            | 2.000.000 $ | Vampire Esports                                      | Team Falcons                                        | Stalwart Esports                                     | Nigma Galaxy                                        |
| 20. Aug.       | PUBG Mobile (World Invitational Afterparty Showdown) | 4er-Teams            | 1.000.000 $ | Vampire Esports                                      | Alpha7 Esports                                      | Team Falcons                                         | S2G Esports                                         |

### Gamers8 2023
| Datum (Finale) | Disziplin                                        | Modus              | Preisgeld    | Platz 1                                                     | Platz 2                                               | Platz 3 | Platz 4 |
| -------------- | ------------------------------------------------ | ------------------ | ------------ | ----------------------------------------------------------- | ----------------------------------------------------- | --- | --- |
| 3. Jul.        | Tekken 7 (Tekken 7 Nations Cup)                  | 3er-National-Teams | 1.000.000 $  | Pakistan                                                    | Südkorea                                              | Japan | Vereinigte Staaten                                                                                               |
| 9. Jul.        | Fortnite                                         | Duos (Zero Build)  | 2.000.000 $  | Michał „Kami“ Kamiński Aleksy „Japko“ Jabłoński             | Fahad „FHD“ Yaseer „Hero“                             | Ridha „Escdark“ Shamlooh Abdullah „Gntl“ Albaqami                                                                | Oscar „Refsgaard“ Refsgaard Andrei „zAndy“ Ursu                                                                  |
| 9. Jul.        | FIFA 23 (FIFAe Club World Cup 2023)              | Duos               | 1.000.000 $  | RBLZ Gaming Umut „Umut“ Gültekin Anders „Vejrgang“ Vejrgang | FUTWIZ Ethan „EthxnH“ Higgins Jacob „NiKSNEB“ Benskin | Napoli: D. „DaniHulk16“ Culiers + L. „luconegua“ Guarino TG.NIP: L. „LevideWeerd“ de Weerd + O. „Ollelito“ Arbin | Napoli: D. „DaniHulk16“ Culiers + L. „luconegua“ Guarino TG.NIP: L. „LevideWeerd“ de Weerd + O. „Ollelito“ Arbin |
| 13. Jul.       | PUBG Mobile (World Invitational 2023 Allstars)   | 4er-Teams          | 1.000.000 $  | Vampire Esports                                             | Dplus                                                 | DRS GAMING | Gaimin Gladiators                                                                                                |
| 14. Jul.       | FIFA 23 (FIFAe Nations Cup 2023)                 | 3er-National-Teams | 1.000.000 $  | Brasilien                                                   | Niederlande                                           | Frankreich / Italien                                                                                             | Frankreich / Italien                                                                                             |
| 14. Jul.       | Rainbow Six Siege                                | 5er-Teams          | 2.000.000 $  | Team BDS                                                    | M80                                                   | Team Falcons / w7m esports                                                                                       | Team Falcons / w7m esports                                                                                       |
| 16. Jul.       | PUBG Mobile (World Invitational 2023)            | 4er-Teams          | 2.000.000 $  | Vampire Esports                                             | Six Two Eight                                         | Gaimin Gladiators                                                                                                | Alpha7 Esports                                                                                                   |
| 19. Jul.       | FIFA 23 (FIFAe World Cup 2023)                   | Einzel             | 1.000.000 $  | Manuel „Manuel“ Bachoore                                    | Mark „Mark11“ Zakhary                                 | Francesco „Obrun“ Tagliafierro                                                                                   | Paulo „PHzin“ Henrique                                                                                           |
| 30. Jul.       | Rennsport                                        | Einzel             | 400.000 $    | Maximilian Benecke                                          | Joshua Rogers                                         | Jeffrey Rietveld                                                                                                 | Marcell Csincsik                                                                                                 |
| 30. Jul.       | Rennsport                                        | 4er-Teams          | 600.000 $    | Porsche Coanda Esports                                      | Team Redline                                          | G2 Esports | MOUZ |
| 30. Jul.       | Dota 2 (Riyadh Masters 2023)                     | 5er-Teams          | 15.000.000 $ | Team Spirit                                                 | Team Liquid                                           | Talon Esports | Gaimin Gladiators                                                                                                |
| 5. Aug.        | StarCraft 2 (SC2 Legends)                        | Einzel             | 50.000 $     | Jang „MC“ Min-chul                                          | Ilyes „Stephano“ Satouri                              | Moon „MMA“ Sung-won / Jung „Mvp“ Jong-hyun                                                                       | Moon „MMA“ Sung-won / Jung „Mvp“ Jong-hyun                                                                       |
| 5. Aug.        | StarCraft:Remastered (SC:R Legends)              | Einzel             | 50.000 $     | Jung „FanTaSy“ Myung-hoon                                   | Lee „Jaedong“ Jae-dong                                | Kim „Bisu“ Taek-yong / Song „Stork“ Byung-goo                                                                    | Kim „Bisu“ Taek-yong / Song „Stork“ Byung-goo                                                                    |
| 6. Aug.        | StarCraft 2 (SC2 Main Event)                     | Einzel             | 400.000 $    | Riccardo „Reynor“ Romiti                                    | Kim „Cure“ Doh-wook                                   | Clément „Clem“ Desplanches / Kang „Solar“ Min-soo                                                                | Clément „Clem“ Desplanches / Kang „Solar“ Min-soo                                                                |
| 13. Aug.       | Street Fighter 6 (Street Fighter 6 Invitational) | Einzel             | 1.000.000 $  | „Kakeru“                                                    | Amjad „Angry Bird“ Alshalabi                          | Victor „Punk“ Woodley / Adel „Big Bird“ Anouche                                                                  | Victor „Punk“ Woodley / Adel „Big Bird“ Anouche                                                                  |
| 20. Aug.       | PUBG (PUBG Global Series 2023 Phase 2)           | 4er-Teams          | 2.000.000 $  | Soniqs                                                      | Twisted Minds                                         | Question Mark | Danawa e-sports                                                                                                  |
| 20. Aug.       | Counter-Strike: Global Offensive                 | 5er-Teams          | 1.000.000 $  | Team Vitality                                               | ENCE eSports                                          | G2 Esports / Heroic                                                                                              | G2 Esports / Heroic                                                                                              |
| 27. Aug.       | Rocket League                                    | 3er-Teams          | 2.000.000 $  | Version1                                                    | Rule One                                              | Team BDS / Team Falcons                                                                                          | Team BDS / Team Falcons                                                                                          |

Club-Awards
2023 gab es erstmals eine Gesamtrangliste für Teams, die in unterschiedlichen Disziplinen vordere Platzierungen erreichen konnten. Über diese Rangliste wurde ein zusätzliches Preisgeld in Höhe von 5 Millionen Dollar ausgespielt:
| Pos. | Team              | Punkte | Preisgeld   |
| ---- | ----------------- | ------ | ----------- |
| 1.   | Twisted Minds     | 81,67  | 1.500.000 $ |
| 2.   | Team BDS          | 65,00  | 1.100.000 $ |
| 3.   | Gaimin Gladiators | 55,00  | 687.500 $   |
| 3.   | Team Vitality     | 55,00  | 687.500 $   |
| 5.   | Team Liquid       | 50,00  | 425.000 $   |
| 6.   | Team Falcons      | 42,33  | 300.000 $   |
| 7.   | G2 Esports        | 42,00  | 200.000 $   |
| 8.   | Ninjas in Pyjamas | 27,00  | 100.000 $   |

### Esports World Cup 2024
| Datum (Finale) | Disziplin                                                          | Modus     | Preisgeld   | Platz 1                      | Platz 2                 | Platz 3                                              | Platz 4                                              |
| -------------- | ------------------------------------------------------------------ | --------- | ----------- | ---------------------------- | ----------------------- | ---------------------------------------------------- | ---------------------------------------------------- |
| 6. Jul.        | Call of Duty: Warzone                                              | 3er-Teams | 1.000.000 $ | Team Falcons                 | Fnatic                  | Twisted Minds                                        | Guild Esports                                        |
| 7. Jul.        | League of Legends                                                  | 5er-Teams | 1.000.000 $ | T1                           | Top Esports             | G2 Esports / Team Liquid                             | G2 Esports / Team Liquid                             |
| 14. Jul.       | Free Fire                                                          | 5er-Teams | 1.000.000 $ | Team Falcons                 | EVOS Divine             | Miners.gg                                            | Buriram United Esports                               |
| 14. Jul.       | Mobile Legends: Bang Bang (MLBB Mid Season Cup 2024)               | 4er-Teams | 3.000.000 $ | Selangor Red Giants          | Falcons AP.Bren         | Liquid Echo / NIP Flash                              | Liquid Echo / NIP Flash                              |
| 21. Jul.       | Dota 2 (Riyadh Masters 2024)                                       | 5er-Teams | 5.000.000 $ | Gaimin Gladiators            | Team Liquid             | Team Falcons                                         | Tundra Esports                                       |
| 21. Jul.       | Counter-Strike 2                                                   | 5er-Teams | 1.000.000 $ | Natus Vincere                | G2 Esports              | MOUZ / Virtus.pro                                    | MOUZ / Virtus.pro                                    |
| 28. Jul.       | PUBG Mobile (PUBG Mobile World Cup 2024)                           | 4er-Teams | 3.000.000 $ | Alpha7 Esports               | REJECT                  | Tianba                                               | DRX                                                  |
| 28. Jul.       | Overwatch 2                                                        | 5er-Teams | 1.000.000 $ | Crazy Raccoon                | Toronto Ultra           | Team Falcons / ZETA DIVISION                         | Team Falcons / ZETA DIVISION                         |
| 28. Jul.       | Mobile Legends: Bang Bang (Damen) (MLBB Women's Invitational 2024) | 4er-Teams | 500.000 $   | Omega Empress                | Team Vitality           | Team Falcons Vega / Victory Song Gamers              | Team Falcons Vega / Victory Song Gamers              |
| 4. Aug.        | Apex Legends                                                       | 3er-Teams | 2.000.000 $ | Alliance                     | Team Falcons            | Luminosity Gaming                                    | Gaimin Gladiators                                    |
| 4. Aug.        | Rainbow Six: Siege                                                 | 3er-Teams | 2.000.000 $ | Team BDS                     | w7m esports             | Team Liquid / FURIA Esports                          | Team Liquid / FURIA Esports                          |
| 4. Aug.        | Honor of Kings (HoK Mid-Season Invitational 2024)                  | 5er-Teams | 3.000.000 $ | KPL Dream Team               | LGD Gaming MY           | Keyd Stars / All Gamers Global                       | Keyd Stars / All Gamers Global                       |
| 11. Aug.       | Fortnite                                                           | 4er-Teams | 1.000.000 $ | XSET                         | Exceed                  | Heroic / Karmine Corp                                | Heroic / Karmine Corp                                |
| 11. Aug.       | Street Fighter 6                                                   | Einzel    | 1.000.000 $ | Zeng „Xiao Hai“ Zhuojun      | Masaki „Kawano“ Kawano  | Toru „Tachikawa“ Tachikawa                           | Tsunehiro „gachikun“ Kanamori                        |
| 11. Aug.       | Teamfight Tactics                                                  | 4er-Teams | 500.000 $   | Wolves Esports               | T1                      | Team Vitality / Twisted Minds                        | Team Vitality / Twisted Minds                        |
| 18. Aug.       | StarCraft II                                                       | Einzel    | 1.000.000 $ | Clément „Clem“ Desplanches   | Joona „Serral“ Sotala   | Park „Dark“ Ryung-woo / Kim „herO“ Joon-ho           | Park „Dark“ Ryung-woo / Kim „herO“ Joon-ho           |
| 18. Aug.       | Call of Duty: Modern Warfare III                                   | 4er-Teams | 1.800.000 $ | Atlanta FaZe                 | 100 Thieves             | OpTic Gaming / Vancouver Surge                       | OpTic Gaming / Vancouver Surge                       |
| 18. Aug.       | EA Sports FC 24                                                    | Einzel    | 1.000.000 $ | João „jafonsogv“ Vasconcelos | Gabriel „Young“ Freitas | Paulo „PHzin“ Chaves / Ahmad „AbuMakkah“ Mujahid     | Paulo „PHzin“ Chaves / Ahmad „AbuMakkah“ Mujahid     |
| 23. Aug.       | Tekken 8                                                           | Einzel    | 1.000.000 $ | Lim „ULSAN“ Soo-hoon         | Atif „ATIF“ Ijaz        | Benjamin „Yagami“ Torngdee / Shoji „double“ Takakubo | Benjamin „Yagami“ Torngdee / Shoji „double“ Takakubo |
| 25. Aug.       | PUBG                                                               | 4er-Teams | 2.000.000 $ | Soniqs                       | Petrichor Road          | FaZe Clan                                            | TSM                                                  |
| 25. Aug.       | Rennsport                                                          | 4er-Teams | 400.000 $   | Team Redline                 | Team Vitality           | MOUZ                                                 | Williams Esports                                     |
| 25. Aug.       | Rennsport                                                          | Einzel    | 100.000 $   | Kevin Siggy                  | Sebastian Job           | Maximilian Benecke                                   | Luke Bennett                                         |
| 25. Aug.       | Rocket League                                                      | 3er-Teams | 500.000 $   | Team BDS                     | Team Falcons            | Gen.G Mobil1 Racing / G2 Stride                      | Gen.G Mobil1 Racing / G2 Stride                      |

Club Championship
| Pos. | Team              | Punkte | Preisgeld   |
| ---- | ----------------- | ------ | ----------- |
| 1.   | Team Falcons      | 5665   | 7.000.000 $ |
| 2.   | Team Liquid       | 2545   | 4.000.000 $ |
| 3.   | Team BDS          | 2000   | 2.000.000 $ |
| 4.   | Team Vitality     | 1650   | 1.500.000 $ |
| 5.   | T1                | 1600   | 1.250.000 $ |
| 6.   | FaZe Clan         | 1470   | 1.000.000 $ |
| 7.   | Gaimin Gladiators | 1280   | 800.000 $   |
| 8.   | Natus Vincere     | 1170   | 600.000 $   |

| Pos. | Team                         | Punkte | Preisgeld   |
| ---- | ---------------------------- | ------ | ----------- |
| 9.   | G2 Esports                   | 1150   | 450.000 $   |
| 10.  | Freecs                       | 1110   | 350.000 $   |
| 11.  | Toronto Ultra                | 720    | 250.000 $   |
| 12.  | Twisted Minds                | 710    | 200.000 $   |
| 13.  | Fnatic                       | 660    | 150.000 $   |
| 14.  | MOUZ                         | 625    | 150.000 $   |
| 15.  | ZETA DIVISION                | 550    | 150.000 $   |
| 16.  | FURIA Esports / Weibo Gaming | 395    | je 75.000 $ |

### Esports World Cup 2025
| Datum (Finale) | Disziplin                                                     | Modus     | Preisgeld   | Platz 1                  | Platz 2                  | Platz 3                         | Platz 4                      |
| -------------- | ------------------------------------------------------------- | --------- | ----------- | ------------------------ | ------------------------ | ------------------------------- | ---------------------------- |
| 11. Jul.       | Rennsport                                                     | 4er-Teams | 500.000 $   | Team Redline             | Virtus.pro               | Team Vitality                   | Porsche Coanda ERT           |
| 12. Jul.       | Fatal Fury: City of the Wolves                                | Einzel    | 1.000.000 $ | Goichi „GO1“ Kishida     | Zeng „Xiao Hai“ Zhuojun  | Luis „DarkAngel“ Castillo Gomez | Hiroaki „mok“ Hashizume      |
| 13. Jul.       | Apex Legends (ALGS Midseason Playoffs)                        | 3er-Teams | 2.000.000 $ | VK Gaming                | ROC Esports              | Ninjas in Pyjamas               | Gen.G Esports                |
| 14. Jul.       | Valorant                                                      | 5er-Teams | 1.250.000 $ | Team Heretics            | Fnatic                   | Gen.G Esports                   | Paper Rex                    |
| 19. Jul.       | Dota 2                                                        | 5er-Teams | 3.000.000 $ | Team Spirit              | Team Falcons             | PARIVISION                      | Tundra Esports               |
| 19. Jul.       | Mobile Legends: Bang Bang (Damen) (MLBB Women's Invitational) | 5er-Teams | 500.000 $   | Team Vitality            | Gaimin Gladiators        | Terror Queens                   | Team Liquid                  |
| 20. Jul.       | League of Legends                                             | 5er-Teams | 2.000.000 $ | Gen.G Esports            | AG.Anyone's Legend       | T1                              | G2 Esports                   |
| 20. Jul.       | Free Fire                                                     | 4er-Teams | 1.000.000 $ | EVOS Divine              | RRQ Kazu                 | Team Vitality                   | LOS                          |
| 25. Jul.       | StarCraft 2                                                   | Einzel    | 700.000 $   | Joona „Serral“ Sotala    | Kim „Classic“ Doh-woo    | Kim „Cure“ Doh-wook             | Kang „Solar“ Min-soo         |
| 26. Jul.       | Honor of Kings (HoK World Cup 2025)                           | 5er-Teams | 3.000.000 $ | AG.AL International      | TT Global                | Nova Esports                    | Twisted Minds                |
| 27. Jul.       | Call of Duty: Black Ops 6                                     | 4er Teams | 1.800.000 $ | OpTic Gaming             | Vancouver Surge          | KOI                             | Team Heretics                |
| 1. Aug.        | Schach (chess.com)                                            | Einzel    | 1.500.000 $ | Magnus Carlsen           | Alireza Firouzja         | Hikaru Nakamura                 | Erigaisi Arjun               |
| 2. Aug.        | Mobile Legends: Bang Bang (MLBB Mid Season Cup)               | 5er-Teams | 3.000.000 $ | Team Liquid PH           | SRG.OG                   | ONIC Philippines                | ONIC                         |
| 3. Aug.        | PUBG Mobile (PUBG Mobile World Cup)                           | 4er-Teams | 3.000.000 $ | Yangon Galacticos        | Weibo Gaming             | Alpha Gaming                    | DRX                          |
| 3. Aug.        | Overwatch 2 (OWCS Midseason Championship)                     | 5er-Teams | 1.000.000 $ | Team Falcons             | Al Qadsiah               | Twisted Minds                   | T1                           |
| 9. Aug.        | Rainbow Six Siege X                                           | 5er-Teams | 2.000.000 $ | Team Secret              | G2 Esports               | FURIA Esports                   | Spacestation Gaming          |
| 9. Aug.        | Call of Duty: Warzone                                         | 3er-Teams | 1.000.000 $ | Twisted Minds            | Gentle Mates             | Virtus.pro                      | 100 Thieves                  |
| 10. Aug.       | EA Sports FC 25 (FC Pro 25 World Championship)                | Einzel    | 1.000.000 $ | Manuel „Manuel“ Bachoore | Brice „Brice“ Masson     | Levi de Weerd                   | Guilherme „GuiBarros“ Barros |
| 15. Aug.       | Teamfight Tactics                                             | 4er-Teams | 500.000 $   | Weibo Gaming             | Virtus.pro               | T1 / AEGIS                      | T1 / AEGIS                   |
| 16. Aug.       | PUBG                                                          | 4er-Teams | 2.000.000 $ | Twisted Minds            | Gen.G Esports            | Team Falcons                    | The Expendables              |
| 16. Aug.       | Tekken 8                                                      | Einzel    | 1.000.000 $ | Lim „ULSAN“ Soo-hoon     | Yoon „LowHigh“ Sun-woong | Kim „CBM“ Jae-hyun              | Jeon „Jeondding“ Sang-hyun   |
| 17. Aug.       | Rocket League                                                 | 3er-Teams | 1.000.000 $ | Karmine Corp             | Geekay Esports           | Team Falcons                    | Team Vitality                |
| 23. Aug.       | CrossFire                                                     | 5er-Teams | 2.000.000 $ |                          |                          |                                 |                              |
| 23. Aug.       | Street Fighter 6                                              | Einzel    | 1.000.000 $ |                          |                          |                                 |                              |
| 23. Aug.       | Counter-Strike 2                                              | 5er-Teams | 1.250.000 $ |                          |                          |                                 |                              |